# Ermīs Aradippou 2011-2012
Questa voce raccoglie le informazioni riguardanti l'Ermīs Aradippou nelle competizioni ufficiali della stagione 2011-2012.

## Rosa
Fonte:
| N. |                       | Ruolo | Calciatore            |
| -- | --------------------- | ----- | --------------------- |
|    | Montserrat (bandiera) | P     | Corrin Brooks-Meade   |
|    | Cipro (bandiera)      | P     | Georgios Papadopoulos |
|    | Cipro (bandiera)      | P     | Andreas Pechlivanis   |
|    | Cipro (bandiera)      | D     | Antonis Alexiou       |
|    | Cipro (bandiera)      | D     | Angelis Angeli        |
|    | Cipro (bandiera)      | D     | Stelios Dīmītriou     |
|    | Belgio (bandiera)     | D     | Laurent Fassotte      |
|    | Cipro (bandiera)      | D     | Orthodoxos Ioannou    |
|    | Cipro (bandiera)      | D     | Apostolos Michael     |
|    | Cipro (bandiera)      | D     | Demetris Moulazimis   |
|    | Argentina (bandiera)  | C     | Daniel Blanco         |

| N. |                      | Ruolo | Calciatore             |
| -- | -------------------- | ----- | ---------------------- |
|    | Argentina (bandiera) | C     | Dante Formica          |
|    | Senegal (bandiera)   | C     | Cheikh Gadiaga         |
|    | Grecia (bandiera)    | C     | Giannis Goumas         |
|    | Cipro (bandiera)     | C     | Dīmos Goumenos         |
|    | Cipro (bandiera)     | C     | Fotis Konstantinou     |
|    | Cipro (bandiera)     | C     | Christos Kountourettis |
|    | Cipro (bandiera)     | C     | Christos Mylonas       |
|    | Cipro (bandiera)     | C     | Panagiotis Onisiforou  |
|    | Cipro (bandiera)     | A     | Andreas Papathanasiou  |
|    | Cipro (bandiera)     | A     | Marios Zannetou        |